# Ergastria
Ergastria is een geslacht van hooiwagens uit de familie Gonyleptidae.
De wetenschappelijke naam Ergastria is voor het eerst geldig gepubliceerd door Mello-Leitão in 1941. 

## Soorten
Ergastria is monotypisch en omvat slechts de volgende soort:
- Ergastria forficula